# 風間万年
風間 万年（かざま まんねん、生年不明 - 1945年（昭和20年）1月3日または1月4日）は、日本の海軍軍人。神風特別攻撃隊旭日隊の指揮官であり、特攻により戦死したが、その作戦行動については資料によって異同がある。二階級特進により最終階級は海軍少佐。

## 生涯
風間は福島県出身で、旧制福島県立喜多方中学校を経て海軍兵学校に進んだ。海兵72期生の一人であり、校長新見政一、草鹿任一、井上成美の指導を受ける。教官の折笠重康と他の一人が同郷の先輩であった。1943年（昭和18年）9月に625名中126番の席次で卒業する。戦時の少尉候補生は311名が飛行学生となり、翌年の7月に第41期飛行学生を卒業した。海兵72期の41期飛行学生は202名が戦死しており、戦死率は66%である。風間は偵察専攻の士官として太平洋戦争に出征した。風間の属した攻撃第102飛行隊（第51航空戦隊所属）は1944年（昭和19年）11月にフィリピン進出を命じられた。前月には神風による特別攻撃隊の作戦が開始されており、風間中尉は旭日隊の指揮官となる。

### 1月4日戦死とするもの

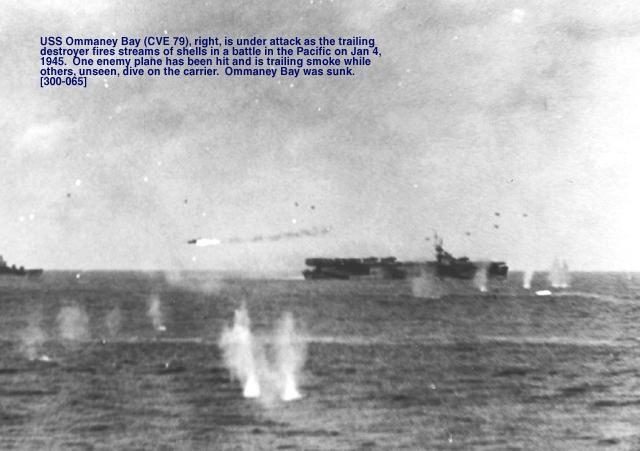
1945年1月4日、攻撃を受ける「オマニー・ベイ」（右）。攻撃隊2機のうち1機は対空砲火が命中し「ルンガ・ポイント」に向かった。この写真が撮影された後に別機が「オマニー・ベイ」に命中する。

1945年（昭和20年）1月4日 17時5分、ミンダナオ島南部のサランガニを出撃した。前日の17時55分に操縦員長谷川弘房上飛曹とペアを組み、その偵察員としてラサン基地を出撃しているが、4日までの経緯は不明である。風間隊は「彗星」艦爆2機で構成されスールー海北部に進撃する。直掩機はなかった。
この頃、米海軍のオルデンドルフ中将は164隻から成る艦隊を率いてレイテ湾を出撃しスールー海に入る。このオルデンドルフ艦隊の護衛空母12隻からなる第二群が、スールー海の北部に位置するパネイ島付近で特攻機の突入を受けた。この攻撃隊は米海軍部隊に気付かれることなく接近することに成功する。その接敵行動は西日を利用した巧みなものであった。攻撃隊2機のうち一方は護衛空母｢オマニー・ベイ｣に命中し、他の1機は護衛空母｢ルンガ・ポイント｣に突撃したが命中していない。当時は｢空母一隻を撃沈せるものの如し｣と戦果判定が行われたが、この攻撃が風間の指揮する旭日隊によるものとされる。
｢オマニー・ベイ｣に突入した「彗星」は、飛行甲板右舷に命中。「彗星」が装備した2発の爆弾は一つが格納庫、もう一つは第二船倉甲板で爆発した。格納庫や艦上にあった航空機は炎上し、さらに弾薬が誘爆する中、駆逐艦によって救助作業が行われるも総員退艦に至り、魚雷によって処分された。｢オマニー・ベイ｣の人的損害は戦死・行方不明93名、負傷65名である。

### 1月3日戦死とするもの
1945年（昭和20年）1月3日、風間は長谷川弘房一飛曹とともにラサンを出撃する。この日、第三十金剛隊の零戦2機もセブを出撃しており、この日の戦果は総合して戦車揚陸艦（LST）2隻に特攻機が1機ずつ命中し、油槽船にも損傷を負わせたとするもので、命中機は不明である。「オマニー・ベイ」撃沈は翌日の陸軍双発機の特攻によるとされる。

### 旭日隊
旭日を冠せられた神風特別攻撃隊は1月5日に井上茂夫一飛曹、幡野孝司一飛曹ペア、1月6日に向吉健三一飛曹、花下道好一飛曹ペア、吹野匡中尉、三宅精策少尉ペア、1月7日に斎藤喜一少尉、池島厚吉少尉ペアがそれぞれ特攻を行って戦死している（階級は攻撃時）。なお海軍航空部隊の特攻で撃沈した空母は、「オマニー・ベイ」のほか関行男大尉を指揮官とする敷島隊の「セント・ロー」、村川弘大尉を指揮官とする第二御盾隊の「ビスマーク・シー」であり、総計で護衛空母3隻である。正規空母については大破の事例はあるが、撃沈例はない。